# Vicente Goicoechea Errasti
Vicente Goicoechea Errasti (Ibarra-Aramaio, Àlaba, 5 de maig de 1854 - Valladolid, Castella, 9 d'abril de 1916) fou un compositor basc.
És considerat un dels músics més importants en l'evolució de la música religiosa de la península Ibèrica del darrer terç del segle xix.

## Trajectòria
Feu el batxillerat a Vitòria (1867-1872), i durant la guerra civil carlista restà al seu poble natal, en una intendència militar, i estudià piano. Després començà la carrera de lleis a Oñate (Guipúscoa) i la continuà a Valladolid. El 1877 aconseguí el certificat de suficiència per a l'exercici de la fe pública i el 1881 el títol de notari.
Més tard, sentint-se cridat al sacerdoci, feu tota la carrera eclesiàstica al Seminari de Valladolid, i el 1890 assolí, després d'unes oposicions renyides, la plaça de mestre de capella de la catedral d'aquesta ciutat. Es dedicà a l'educació de la capella de la catedral, per a la que compongué la majoria de les seves obres, i formà l'Orfeón Basco-Navarro, integrat per elements valuosos que hi havia entre els estudiants de dret i medicina de les províncies basco-navarreses.
Entre les seves virtuts destacava la humilitat i modèstia poc comunes, que el feu ignorat de l'opinió musical espanyola i estrangera fins que, primer Felip Pedrell, i més tard el P. Nemesio Otaño l'impel·liren a donar a conèixer la seva personalitat artística, i l'aconsellaren de publicar algunes de les seves obres.
En aquestes circumstàncies, Goicoechea vingué a ser la pedra angular del moviment en pro de la renovació de la música religiosa a Espanya. Interessà el cardenal José María Cos y Macho en aquesta comesa i influí poderosament en la formació musical del qui en fou l'ànima, el P. Nemesio Otaño. Desitjant el cardenal Cos de premiar tanta virtut i laboriositat, aconseguí aquest que Goicoechea fos nomenat canonge de la catedral de Valladolid, el 4 de març de 1915.
El sueu poble natal i després Vitòria donaren el seu nom a una plaça i a un carrer, respectivament. Home de talent i de gran erudició, no tingué més guia ni mestre que F. Gorriti, amb qui aprengué contrapunt i fuga, i més tard els llibres i les obres cimeres de la música, especialment dels grans polifonistes del segle d'or, pels quals sentia una gran admiració i predilecció, sobretot per Tomás Luis de Victoria.
L'orientació artística de Goicoechea fou sana des del principi, i adaptable a les normes dictades posteriorment per les autoritats eclesiàstiques. Són dignes d'elogi el Miserere i Vexilla Regis, per a cor i banda; el solemne Himne al Sagrat Cor, a 6 veus i gran orquestra; el Mandatum, Villancets de Nadal, etc.
En la seva orientació definitiva, però, la seva exigència artística fou més rigorosa, tant en l'aspecte musical com en el religiós. Característica d'aquesta darrera època és un grau d'inspiració i d'art a unes altures que, no tan sols a Espanya, sinó també a Europa, assoliren molt pocs. Per això la crítica estrangera, en conèixer algunes de les seves obres, anomenà Goicoechea cap de la jove escola de música sagrada espanyola.
Les seves dues obres magistrals, Christus factus est i Miserere mei, elogiades unànimement, tot i ser genuïnament polifòniques, són sentides, tanmateix, en un ambient modern. Entre els d'altres autors, el seu predilecte fou J.S. Bach, com ho demostra el seu magnífic Te Deum laudamus, que és a la vegada una obra molt personal. També són molt notables:
- Salve Regina
- Himne a San Francisco de Asís,
- Jerusalem,
- O Cor Jesu
- Ave Maria,
- Varis, Tantum ergo
- Adoro te devote,
- Missa d'Advent,
- Missa In honorem Inmaculatae Conceptionis, de la que se n'han fet nombroses edicions
- Nona de Ascensión;
- Missa de Requiem, que fou l'última que va compondre.

També són models de composició les obres de text extra litúrgic escrites per a cobrir necessitats de la catedral de Valladolid i per a particulars.
Són d'aquest gènere:
- Langüentibus,
- Novenas de la Asunción,
- Virgen del Carmelo,
- Flores de mayo,
- Varis, Santo Dios, etc.

## Biografia
Goicoechea pertanyia a una família de músics i es traslladà de jove a Valladolid per estudiar al seminari conciliar. La seva formació musical fou en bona part autodidàctica, llevat d'algun mestratge ocasional, com el de F. Gorriti. Conegué l'obra de J.S. Bach, C. Franck i C. Gounod, com també la dels cecilianistes alemanys i de la polifonia del segle xvi. Tot aquest bagatge l'ajudà a configurar el seu estil propi.
El 1890 obtingué la plaça de mestre de capella de la Catedral Metropolitana de Valladolid. La música de culte catòlic passava per un moment crític. Marginada pels autors més rellevants i amb més formació. Goicoechea, seguint de prop els moviments restauradors de Solesmes y Ratisbonava, inicià una reforma que tingué una repercussió molt àmplia a tot Espanya. Adquirí una valuosa biblioteca musical amb les edicions més recents dels grans autors de polifonia clàssica. No sense oposició, va anar introduint modificacions importants en el repertori de la Catedral de Valladolid, amb obres dels grans autors del segle xvi, com C. Morales, G.P. da Palestrina i T.L de Victoria; i del segle xix com Eslava i Gounod.
Va dirigir l'Orfeó Vasco-Navarro, formació que sota la seva tutela arribà a assolit una gran qualitat, i introduí la formació musical, abans inexistent, al seminari de Valladolid. Considerà de summa importància la formació dels responsables parroquials, per la qual cosa assumí la instrucció musical del seminari, on hi creà una Schola cantorum i establí l'ensenyament del Cant gregorià i de la polifonia clàssica, cosa totalment inusual fins llavors. A més, treballà amb els alumnes de la Universitat de Valladolid, i hi creà un orfeó amb els estudiants basco-navarresos.
L'any 1904 va suposar un canvi en el món de la música sacra. És l'any que Sant Pius X, recentment elegit Papa, publica el famós “Motu proprio”, on establia les bases d'una reforma radical de la música sacra. Goicoechea ja feia anys que duia a terme aquesta tasca i en aquells ja era un compositor de gran prestigi. Goicoechea col·laborava ja amb Vicente Arregui. Aviat se'ls van unir joves amb una sòlida formació com Nemesio Otaño, Julio Valdés, Marcelino Villalba, José M. Olaizola, Gaspar Arabaolaza, etc.
Les idees d'aquest cercle reformista van tenir un gran pes en el primer Congrés de Música Sagrada, celebrat a Valladolid a l'abril de 1917. Nemesio Otaño va dirigir el congrés però amb ell hi trobem Vicente Goicoechea. A rel del congrés, om va decidir d'aplicar a nivell nacional allò que Goicoechea anava fent a Valladolid des de 1890. Cal destacar l'assistència de músics bascs, atrets per les figures de Goicoechea i Otaño.
Com a vehicle d'aquestes inquietuds, hom va fundar la revista Música Sacro-Hispana, que va començar de ser editada a Valladolid per i després a Bilbao i a Vitòria: "La paternidad de su nombre se debía al insigne maestro don Vicente Goicoechea. La humildad de aquel músico excelente no le permitió escribir en nuestra revista más que el título, però él supo dirigirla y encauzarla por los senderos del verdadero arte religioso español, con sus continuos consejos y sabias orientaciones. Él fue hasta su muerte el mejor censor de cada número" ("Música Sacro Hispana", agosto de 1907, p.72; abril de 1911, p.65).
Arran del Congrés de música de Valladolid, Goicoechea considerà acomplerts els seus objectius i conclosa la seva carrera. Els seus deixebles ja eren majors d'edat. Així doncs Goicoechea passà a un segon pla, tot i que seguí col·laborant activament encara en l'organització dels congressos de Sevilla i de Barcelona. La seva salut cada cop era més delicada i portava una vida retirada tot i que segueix component fins a la seva mort.

## Obra
Va ser un músic de prestigi; les seves obres han estat interpretades fora dEspanya. La producció de Goicoechea està dedicada exclusivament a la música religiosa. Cal destacar-ne el Miserere i el Christus factus est, obres de notable grandiositat, amb una relativa simplicitat de recursos.
L'any 1890 fou decisiu en la seva activitat creadora: marca el pas de la seva època juvenil dels “Gozos” (dedicats a diversos sants) a un període de reflexió i maduresa. Es confirma la seva personalitat artística i es perfila el seu ideal de la música sacra. Les obres de Goicoechea es van avançar més de deu anys a la reforma de Sant Pío X.
Tres de les obres anteriors a la reforma del Papa són: els Maitines, les Kalendas i els Responsoria. Va compondre també diversos motels: O cor amoris víctima, Ave verum corpus, Tantum ergo
Al principi del segle XX començà a d'interessar-se més i més per la música polifònica del Renaixement, fet que es reflectí en les seves creacions.
Entre 1902 i 1904 va compondre les seves obres més reconegudes: Oremus pro Pontífice, que més tard transformà en la popular Ave Maria, el salm Credidi, conegut en la seva versió del Benedictus, la seva reconeguda Missa In honorem Inmaculatae Concepcionis, el salm Miserere i el responsori Christus factus est. També durant aquest temps compongué l'ofici de Nona, que fou modificada més tard.
Goicoechea continuà component fins al final de la seva vida. Cap a la fi de la seva carrera, a partir del Congres de Música de Valladolid, i quan la seva salut començà a decaure, encara va compondre obres com la Salve Regina en honor d'Andra Mari de Ibabe, diverses misses a cappella per a l'Advent i la Quaresma, la versió definitiva de la Nona per a l'ofici de l'Ascensió i alguns motets. Podem observar la influencia de J.S. Bach en el Te Deum. Dels seus darrers anys són la lamentació Cogitavi y la Missa de Requiem.